# Frédéric Godet
Pour les articles homonymes, voir Godet.
Frédéric Louis Godet, né le 25 octobre 1812 à Neuchâtel et mort le 29 octobre 1900, est un pasteur, théologien protestant et essayiste suisse.

## Biographie
Godet est né le 25 octobre 1812 à Neuchâtel. Son père, Paul-Henri, qui était avocat, est décédé prématurément. Sa mère, Eusébie née Gallot, fille de pasteur pieuse, forte et intelligente, fondatrice d'une école de filles, se consacra à sa formation précoce.
Il a mené des études préparatoires à Neuchâtel, puis a étudié la théologie à Berlin et Bonn. Là, il est entré en contact avec les principaux théologiens de l'époque, comme Hengstenberg, Tholuck, Nitzsh, Steffens, Neander et Schleiermacher. De ceux-ci, Neander a exercé la plus grande influence sur lui. Une influence spirituelle importante provient de Otto von Gerlach et Baron von Kottwitz, assurant une emphase sur la piété plutôt que sur l'intellectualisme. Nikolaus von Zinzendorf et Johannes Gossner l'ont également aidé à surmonter une crise spirituelle et à parvenir à un engagement sans réserve et à la foi en la grâce de Dieu.
Une fois diplômé en 1836, il retourna à Neuchâtel, où il fut ordonné au ministère et devint pasteur de deux petites paroisses. En 1838, il retourna à Berlin afin de devenir précepteur de langue française du futur Frédéric III. Le prince était un élève réceptif pour le pasteur, qui lui apprenait la crainte de Dieu, ainsi Godet resta un ami proche de l'empereur pour le restant de la vie de ce dernier. Lorsqu'il quitta Berlin en 1844, il reçut une pension à vie de la famille royale prussienne et fut nommé aumônier du prince royal de Prusse Guillaume Ier.
Rentré en Suisse, Godet est pasteur au Val-de-Ruz de 1844 à 1850. Il se consacra avec une grande énergie aux travaux pratiques des églises, organisant des écoles de sabbat et d'autres sociétés religieuses. La même année, il épouse Caroline Vautravers.
En 1850, il fut nommé professeur de théologie à l'Académie de Neuchâtel (1850-1873), chargé de la Critique et de l'Exégèse du Nouveau Testament, et plus tard aussi de l'Introduction de l'Ancien Testament. De 1851 à 1866, il a également exercé un pastorat à Neuchâtel et a mis en place sans relâche des sociétés religieuses et des associations philanthropiques.
En 1873, l'Église de Neuchâtel avait perdu à la fois sa liberté et son orthodoxie, car l'État adoptait une loi qui faisait de chaque citoyen un membre de l'Église en vertu de sa naissance, et les ministres étaient déclarés éligibles à un poste indépendamment de l'adhésion à toute croyance. En réponse, Godet participa à la fondation de l'Église indépendante de Neuchâtel et devint professeur à la nouvelle faculté de théologie protestante (1873-1887),.
Il se retira en 1887 de l'enseignement, où son fils Georges Godet lui succéda, et se consacra à l'écriture et la révision de ses commentaires sur la Bible. Godet a fait beaucoup pour interpréter la pensée théologique allemande aux protestants francophones, et les traductions anglaises de ses travaux d'exégèse lui assurèrent une notoriété internationale. Godet s’éteignit le 29 octobre 1900 à Neuchâtel. Son autre fils, l'écrivain et historien Philippe Godet, qui fut professeur de littérature française à Université de Neuchâtel, publia sa biographie en 1913.

## Théologie

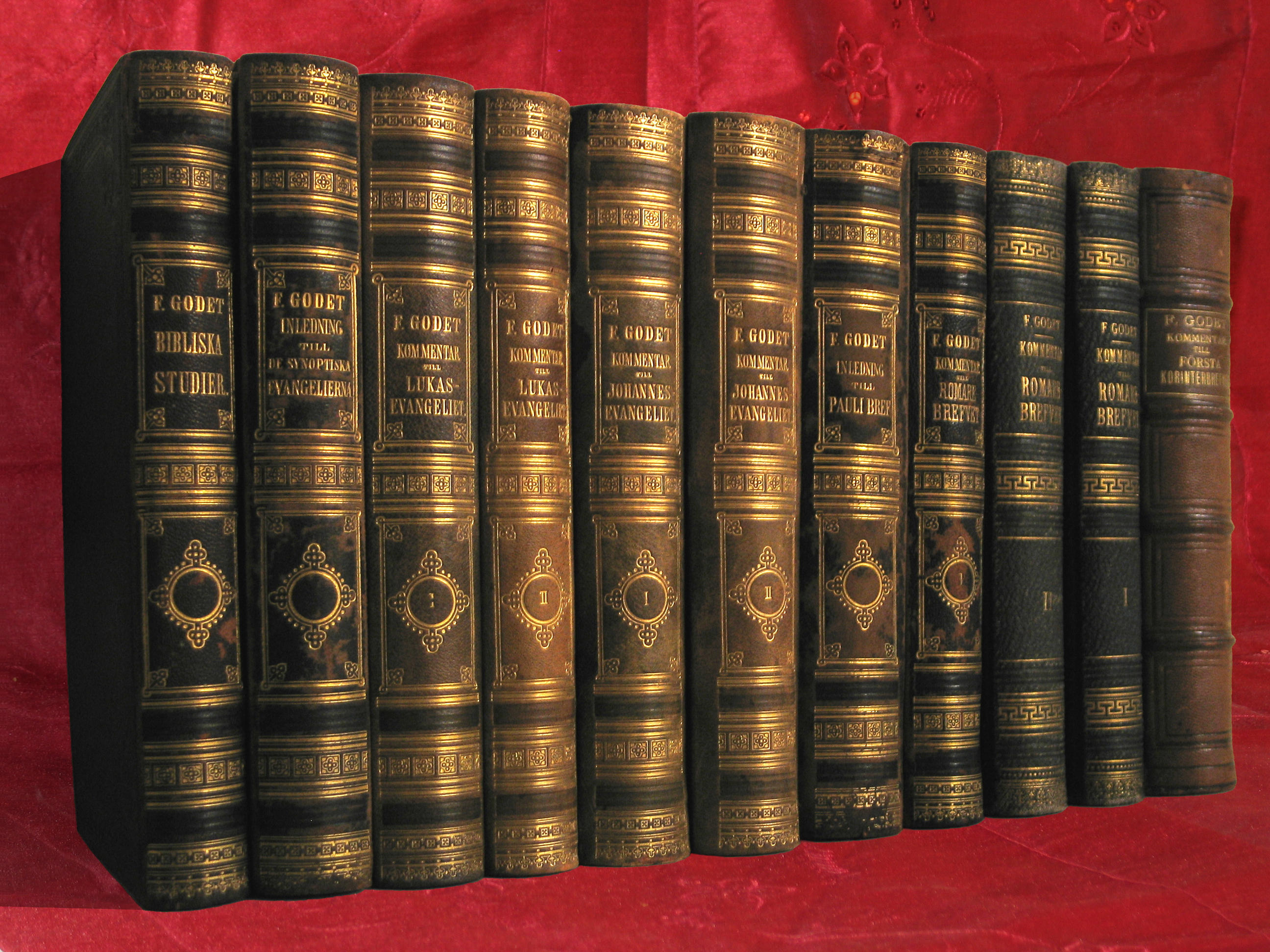
Un ensemble de commentaires bibliques de Godet en suédois.

Godet est l'auteur de certains des commentaires les plus remarquables de l'époque qui ont été traduits dans de nombreuses langues et sont toujours en version imprimée, ainsi que de nombreux articles. Son Commentaire sur l’Évangile de saint Jean, qui poursuit la ligne d’interprétation de Christoph Ernst Luthardt, est l’œuvre la plus en vue de son œuvre. Tout au long de ses œuvres, il défend l'authenticité et la fiabilité du Nouveau Testament, et en particulier des évangiles bien qu'il ne se soit pas consacré à la défense de l'inspiration plénière des Écritures.
Rejetant la position calviniste sur la prédestination, Godet a souvent été cité par les théologiens arminiens. Dans le domaine de la christologie, il défend la théorie kénotique moderniste de Wolfgang Friedrich Gess selon laquelle incarnation signifiait, non pas la prise en charge de deux états distincts par un sujet, mais la réduction volontaire d'un sujet divin à l'état humain. Son travail a contribué à changer les manières d'aborder le motif kénotique chez les érudits du Nouveau Testament,,. En ce qui concerne l'expiation, il a affirmé une réconciliation de Dieu avec l'homme, ainsi que l'homme avec Dieu, mais il pensait que les souffrances de Christ répondaient aux exigences divines relatives au péché non en le satisfaisant ou en le compensant mais en le révélant et en le reconnaissant, exprimant ainsi la théorie de l’influence morale sur l'expiation et la théorie gouvernementale de l’expiation. Dans ses Six jours de la création, il plaida, après Hugh Miller, pour une terre ancienne.
En outre, il fut un ardent défenseur du christianisme évangélique contre les partisans du protestantisme libéral comme Ferdinand Buisson.

## Distinctions
- Docteur honoris causa de l'université de Bâle et de l'université d'Édimbourg.[1]

## Œuvres
- Frédéric Godet, Études Bibliques, [Paris], ThéoTeX, 2010 (lire en ligne).
- Frédéric Godet, Commentaires sur la première épître aux Corinthiens, [Paris], ThéoTeX, 2008 (lire en ligne).
- Frédéric Godet, Introduction au NT : les évangiles synoptiques, vol. 1, [Paris], ThéoTeX, 2006 (lire en ligne).
- Frédéric Godet, Introduction au Nouveau Testament : les Épîtres de Paul, vol. 2, [Paris], ThéoTeX, 2006 (lire en ligne).
- Frédéric Godet, Conférences apologétiques, [Paris], ThéoTeX, 2002 (lire en ligne).
- Frédéric Godet, Augustin Gretillat, Charles Monvert, Félix Bovet et Paul de Coulon, La Bible annotée : Ancien Testament, Neuchâtel, Attinger Frères, [1881]-1898 (lire en ligne).
- Frédéric Godet, Commentaires sur l'épître aux Romains, vol. 1, Neuchatel, Librairie J. Sandoz, 1883 (lire en ligne).
- Frédéric Godet, Commentaires sur l'épître aux Romains, vol. 2, Paris, Librairie Grassart, 1890 (lire en ligne).
- Frédéric Godet, Commentaires sur l'Évangile de saint Luc, vol. 1, Paris, Librairie Sandoz et Fischbacher, 1872 (lire en ligne).
- Frédéric Godet, Commentaires sur l'Évangile de saint Luc, vol. 2, Paris, Librairie Sandoz et Fischbacher, 1872 (lire en ligne).
- Frédéric Godet, Commentaire sur l'évangile de Saint Jean, vol. 1, Paris, Librairie Sandoz et Fischbacher, 1876 (lire en ligne).
- Frédéric Godet, Commentaire sur l'évangile de Saint Jean, vol. 2, Paris, Librairie française et étrangère, 1865 (lire en ligne).
- Frédéric Godet, Commentaire sur l'évangile de Saint Jean, vol. 3, Paris, Librairie Sandoz et Fischbacher, 1877 (lire en ligne).
- Frédéric Godet, Histoire de la Réformation et du Refuge : dans le Pays de Neuchâtel, Neuchatel, Librairie L. Meyer et Comp., 1859 (lire en ligne).
- Frédéric Godet, Trois dialogues sur la loi ecclésiastique, [Neuchatel], [Wolfrath], 1849 (lire en ligne).

## Biographies
- Frederic Godet et Phillippe Ernest Godet, Frédéric Godet (1812-1900) : d́'après sa correspondance et d'autres documents inédits, Attinger, Neuenburg, 1913.

### Citations
1. 1 2 3 4 5 6 7 8 9 10 11 12 13 14 15  Hammann 2005.
2. 1 2 3 4 5  Montan  1914.
3. 1 2 3  Salmond  1885.
4. ↑  Stoddard  1913.
5. ↑  (en) Encyclopædia Britannica, 1911 edition.
6. ↑  (en) Frédéric Godet, Nordisk familjebok, 1908.
7. ↑  (en) Carl F.H. Henry (Ed.), Contemporary Evangelical Thought
8. ↑  (en) Steven Kyle Reader, The Meaning of Foreknowledge in Romans 8:29 and Its Ecclesiastical Implications, Thesis at the Southern Baptist Theological Seminary, 2015.
9. ↑  (en) Donald G. Dawe, The Form of a Servant: A Historical Analysis of the Kenotic Motif, Eugene, OR, 2011, p. 24, 134.
10. ↑  (en) David Fergusson (Ed.), The Blackwell Companion to Nineteenth-Century Theology, John Wiley & Sons, 2010, p. 262 et suiv., p. 269.
11. ↑  (en) David Brown, Divine Humanity: Kenosis Explored and Defended, London, 2011, p. 69-75.

### Sources
- (sv) Gustaf Montan, « Frédéric Godet. Hans lif och personlighet », Bibelforskaren. Tidskrift för skrifttolkning och praktisk kristendom, vol. 13,‎ 1914 (lire en ligne)
- (en) S.D.F. Salmond, « Fréderic Godet », The Expositor, vol. 13, no 6,‎ 1885 (lire en ligne)
- (en) Jane T. Stoddard, « A Swiss Fénelon: Dr. Godet and the Emperor Frederick », The Expositor, vol. 5, no 5,‎ 1913 (lire en ligne)
- Gottfried Hammann, Dictionnaire historique de la Suisse, London, Smith, Elder & Co, 2005 (lire en ligne), « Frédéric Godet »